# Eupithecia catalinata
Eupithecia catalinata es una especie de polilla de la familia Geometridae. La especie fue descrita por primera vez por Harrison Gray Dyar habiendo sido descrita en 1944, con distribución en el oeste de Estados Unidos, especialmente en Arizona y Nuevo México. El holotipo de la especie fue descrita en Monte Graham de Arizona.
Los adultos son polillas grises pequeñas con una envergadura de unos 23 milímetros (0,9 plg), con alas poco marcadas. Se han registrado adultos volando en julio y agosto. Tiene gran similitud de tamaño y morfología con la Eupithecia annulata que se distribuye en regiones más norteñas del país. Tiene así mismo una cercana asociación con la polilla Choristoneura freemani.